# Rūd Mīāneh
Rūd Mīāneh (persiska: رودمیانه) är en ort i Iran.   Den ligger i provinsen Gilan, i den norra delen av landet, 180 km nordväst om huvudstaden Teheran. Rūd Mīāneh ligger 27 meter över havet och antalet invånare är 151.
Terrängen runt Rūd Mīāneh är platt åt nordost, men åt sydväst är den kuperad. Terrängen runt Rūd Mīāneh sluttar norrut. Runt Rūd Mīāneh är det ganska tätbefolkat, med 134 invånare per kvadratkilometer. Närmaste större samhälle är Rūdsar, 10,0 km norr om Rūd Mīāneh. Trakten runt Rūd Mīāneh består till största delen av jordbruksmark.